# Damned in Black
Damned in Black är det sjätte studioalbumet av det norska black metal-bandet Immortal. Albumet utgavs 2000 av skivbolaget Osmose Productions.

## Låtlista
1. "Triumph" – 5:41
2. "Wrath from Above" – 5:46
3. "Against the Tide (In the Arctic World)" – 6:03
4. "My Dimension" – 4:32
5. "The Darkness That Embrace Me" – 4:38
6. "In Our Mystic Visions Blest" – 3:11
7. "Damned in Black" – 6:52

- Text: Demonaz Doom Occulta
- Musik: Abbath Doom Occulta / Horgh

## Medverkande
Musiker (Immortal-medlemmar)
- Abbath Doom Occulta (Olve Eikemo) – sång, gitarr
- Demonaz Doom Occulta (Harald Nævdal) – sångtexter
- Horgh (Reidar Horghagen) – trummor
- Iscariah (Stian Smørholm) – basgitarr

Produktion
- Peter Tägtgren – producent, ljudtekniker, ljudmix
- Abbath – producent
- Horgh – producent
- Jean-Pascal Fournier – omslagskonst